# الخط الزمني للحرب الأهلية السورية (مايو–أغسطس 2019)
فيما يلي جدول زمني للحرب الأهلية السورية من مايو إلى أغسطس 2019 يضم الأحداث والتطورات الإقليمية والقضايا المتعلقة.

## مايو 2019

### 2 مايو
قامت فيسبوك بإغلاق 49 حسابًا مرتبطًا بتهريب القطع الأثرية السورية القديمة إلى السوق السوداء، بعد أن كشفت تحقيقات بي بي سي أن المهربين يستخدمون الشبكة الاجتماعية لتجارة الآثار المنهوبة. وقد شملت التحف القديمة المهرّبة الفسيفساء السورية الرومانية.

### 4 مايو
شنّ الجيش السوري الحر المدعوم من تركيا هجومًا ضد وحدات حماية الشعب في ريف حلب واستولى على بلدتي مرعناز والمالكية. وقد أعلن قياديون في التنظيم، عن استعدادات يجرونها بالتعاون مع الجيش التركي لشنّ حملة عسكرية ضد القوات الكردية في تل رفعت.

### 6 مايو
- شنّ الجيش العربي السوري هجوماً برياً على مناطق سيطرة هيئة تحرير الشام والجبهة الوطنية للتحرير في شمال محافظة حماة وجنوب إدلب، بعد ستّة أيام من الغارات الجوية المكثفة على المنطقة من قبل القوات الجوية السورية والروسية. ذكرت الحكومة السورية أن الهجوم كان بسبب زيادة هجمات المتمردين من داخل المنطقة منزوعة السلاح على المناطق التي تسيطر عليها الحكومة. صرحت الجماعات المتمردة المتمركزة في إدلب بأنها تعتقد أن الهدف من الهجوم الحكومي هو الاستيلاء على الطرق السريعة M4 و M5 في محافظة إدلب.[3][4][5]

### 7 مايو
- استولى الجيش السوري على قرى تل عثمان والباني والجنابرة. كما استهدف مواقع هيئة تحرير الشام والجبهة الوطنية للتحرير وجيش العزة بالصواريخ والمدفعية.[6][7][8] وقد أفاد المرصد السوري لحقوق الإنسان المُعارض أن ما لا يقل عن 69 مدني و 41 متمرداً قد قتلوا حتى تلك اللحظة، منذ بداية التصعيد.[9] كثفت القوات الجوية الروسية غاراتها الجوية على الجماعات المتمردة، رداً على الصواريخ وقذائف الهاون التي أطلقها مسلحون مجهولو الهوية على قاعدة حميميم الروسية.[10][11] أفاد الجيش السوري أنه قتل 15 متمرداً في اليوم السابق، بينما فقد 11 جنديًا.[12][13]

### 17 مايو
أعلن الجيش السوري عن تصدّي دفاعاته الجوّية لأهداف إسرائيلية قُرب دمشق، إذ نقلت وكالة سانا عن مصدر عسكري أن الدفاعات الجوية تصدّت لـ «أجسام مضيئة» قادمة من جهة الجولان المحتل. وقد أشارت الوكالة سابقًا إلى سماع دوي انفجار في محيط دمشق، قال المرصد السوري المُعارض أنه ناجم عن استهداف صاروخي لمستودعات أسلحة للقوات الإيرانية والمقاومة اللبنانية في منطقة الكسوة.

### 29 مايو
- مقتل 14 مدنيًا على الأقل في غارات جوية شنتها الحكومة السورية والقوات الروسية في إدلب.[16]

### 30 مايو
- مقتل خمسة مدنيين بينهم نساء وأطفال في إدلب خلال غارات جوية متواصلة.[17]

## يونيو 2019

### 8 يونيو
- وفاة الحارس السوري السابق عبد الباسط الساروت الذي يُعتبر أحد أبرز قادة المُعارضة السورية بعد إشتباك مع الجيش السوري في تل ملح أثناء هجوم شمال غرب سوريا.[18][19]

### 11 يونيو
- تصدّت الدفاعات الجوية السورية لصواريخ إسرائيلية استهدفت الحارة قرب مرتفعات الجولان.[20]

### 15 يونيو
- أصدر التلفزيون الحكومي السوري تقريرًا عن اندلاع حرائق إثر انفجار في مستودع للذخيرة غرب دمشق.[21]

### 16 يونيو
- أدّى قصف المتمردين لمقتل 12 شخص في منطقة ريفية شمال حلب.[22]

### 20 يونيو
- خلال الـ 48 ساعة السابقة، قيل إن 84 متمردًا و 41 من القوات الحكومية قد قتلوا في حماة.[23]

### 26 يونيو
- قامت الأمم المتحدة باستجواب الحكومة الروسية فيما يتعلق بـ 23 مستشفى تعرّضت لهجمات منذ بدء هجوم إدلب في شهر أبريل.[24]

## يوليو 2019

### 1 يوليو
- شنّ الطيران الحربي الإسرائيلي انطلاقًا من الأجواء اللبنانية، مجموعة غارات ضدّ مواقع عسكريّة في ريفي دمشق وحمص، ممّا أدّى لمقتل 4 مدنيين بينهم رضيع وإصابة 21 آخرين، إضافةً لحدوث أضرار ماديّة في المنازل، وقد أعلن الدفاع الجوي السوري عن تصدّيه لعدّة صواريخ.[25] بينما أشارَ المرصد السّوري المُعارض إلى مقتل 9 مقاتلين موالين للحكومة في الضربات على ريفي دمشق حمص، إضافة لمقتل 6 مدنيين في ضربات على منطقة صحنايا بريف دمشق. كما أشار إلى أن الصواريخ الإسرائيلية استهدفت مركزاً للبحوث العلمية ومطاراً عسكرياً غرب حمص ينتشر فيهما مقاتلون إيرانيون ومقاتلو حزب الله.[26]
- سقط صاروخ سوري في قبرص عن طريق الخطأ، في منطقة جبليّة تقع على بُعد 20 كيلومتراً شمالًا من مدينة نيقوسيا، ممّا أدى لاشتعال حرائق دون وقوع إصابات. ويُعتقد على نحو واسع أن الصاروخ -روسيّ الصنع- قد أُطلق من الدفاع الجوي السوري أثناء التصدي للضربة الإسرائيلية.[27]

### 11 يوليو
وقعَت سلسلة تفجيرات تبنّاها تنظيم الدولة الإسلامية (داعش) في شرقي البلاد، حيث قام باستهداف عناصر وآليات تابعة لقوات سوريا الديمقراطية في مدينة الحسكة عبر دراجات ناريّة مفخخة، وفي ريف دير الزور عبر عبوات ناسفة، بالإضافة إلى تفجير سيّارة مفخّخة قُرب كنيسة السيدة العذراء بالقامشلي ممّا أدى لإصابة 11 شخصًا وحدوث أضرار في المباني والواجهة الأمامية للكنيسة، وقد أدان كل من مجلس كنائس الشرق الأوسط والكنيسة السريانية الأرثوذكسية هذا الحادث.

### 12 يوليو
أعلن حسن نصر الله أمين عام حزب الله عن تقليص قوّات الحزب العاملة في سوريا، مع الاحتفاظ بالمواقع التي تتواجد فيها، وقال أنّ الجيش السوري «استعاد عافيته بشكل كبير وهو وجد أنه اليوم ليس بحاجة إلينا».

## أغسطس 2019

### 1 أغسطس
- أعلنت الحكومة السورية موافقتها على وقف إطلاق النار في إدلب بشرط تنفيذ اتفاق المنطقة العازلة المبرم بين تركيا وروسيا، ويتضمن ذلك إخراج الجماعات المصنفة على أنها إرهابية من هذه المنطقة.[33] لكن الهدنة فشلت بسبب عدم خروجها، واستأنف الجيش السوري عملياته في 5 أغسطس.[34]

### 7 أغسطس
- توصلت الولايات المتحدة وتركيا إلى اتفاق، من شأنه أن يقيم منطقة آمنة منزوعة السلاح في المناطق الشمالية من سوريا الخاضعة لسيطرة الإدارة الذاتية، وذلك من أجل استباق الغزو التركي المحتمل ضد تلك المناطق.[35]

### 12 أغسطس
- سيطرت الحكومة السورية على بلدة الهبيط خلال الهجوم في شمال غرب البلاد.[36]

### 19 أغسطس
- قصفت القوات الجوية السورية بشكل مستمر قافلة عسكرية تركية أثناء مرورها في منطقة إدلب التي يسيطر عليها المتمردون، مما تسبب في سقوط العديد من الضحايا وإجبار القافلة على التوقف. تدّعي تركيا أن القافلة كانت تهدف إلى دعم مراكز المراقبة في منطقة خفض التصعيد، بينما تتهمها سوريا بحمل أسلحة وذخائر إلى الجماعات المتمردة.[37]

### 20 أغسطس
- أعلنت هيئة تحرير الشام، المرتبطة بتنظيم القاعدة، قيامها بـ «إعادة الانتشار» جنوب مدينة خان شيخون الاستراتيجية. أفادت وسائل الإعلام الموالية للحكومة لاحقًا أن الجيش السوري دخل الجزء الشمالي للبلدة بعد انسحاب المتمردين.[38]

### 23 أغسطس
- سيطرَ الجيش السوري على جيب المتمردين بين شمال حماة وجنوب إدلب بشكل كامل، مؤكدًا السيطرة على المدن الاستراتيجية كفرزيتا، اللطامنة ومورك فضلًا عن العديد من القرى وتل آفس الأثري، بعد انسحاب قوات المتمردين.[39]
- فرضت القوات الحكومية حصارًا على مركز المراقبة التركي بالقرب من بلدة مورك.[40]

### 24 أغسطس
- شنّت القوات الجوية الإسرائيلية غارة جوية في دمشق في وقت متأخر من ليلة الأحد 24 أغسطس، مدّعية أن هدفها «منع القوات الإيرانية من شن هجمات وشيكة للغاية بطائرات مسيرة على إسرائيل».[41][42][43] بينما نفى حسن نصر الله زعيم حزب الله المزاعم الإسرائيلية باستهداف قوات إيرانية مبيّنًا أن الغارة أدّت إلى قتل جنديين من قوات الحزب المتواجدة في سوريا.[44]